# Мелвин Шварц
Мелвин Шварц (енгл. Melvin Schwartz, 2. новембар 1932. – 28. август 2006) био је амерички физичар, који је 1988. године, заједно са Леоном Ледерманом и Џеком Стајнбергером, добио Нобелову награду за физику „за неутрино зрак методу и демонстрацију дублетске структуре лептона кроз откриће муон неутрина”.